# Латта, Айвори
Айвори Рошель Латта (англ. Ivory Rochelle Latta; род. 25 сентября 1984 года, Макконнеллс, штат Южная Каролина) — американская профессиональная баскетболистка, выступавшая в женской национальной баскетбольной ассоциации. Она была выбрана на драфте ВНБА 2007 года в первом раунде под общим одиннадцатым номером клубом «Детройт Шок». Играет на позиции разыгрывающего защитника. В настоящее время пребывает в статусе свободного агента.

## Ранние годы
Айвори родилась 25 сентября 1984 года в городке Макконнеллс (штат Южная Каролина), а училась она чуть севернее, в средней школе Йорк-Компренсив из одноимённого города, в которой выступала за местную баскетбольную команду.